# Уорд, Сила
Сила Энн Уорд (англ. Sela Ann Ward; род. 11 июля 1956) — американская актриса, наиболее известная по своим ролям в телесериалах «Сёстры» (1991—1996), «Опять и снова» (1999—2002) и «C.S.I.: Место преступления Нью-Йорк» (2010—2013). Лауреат двух премий «Эмми» и «Золотого глобуса».

## Биография
Сила Уорд, старшая из четырёх детей, родилась в городе Меридиан (штат Миссисипи) в семье домохозяйки и инженера-электрика.

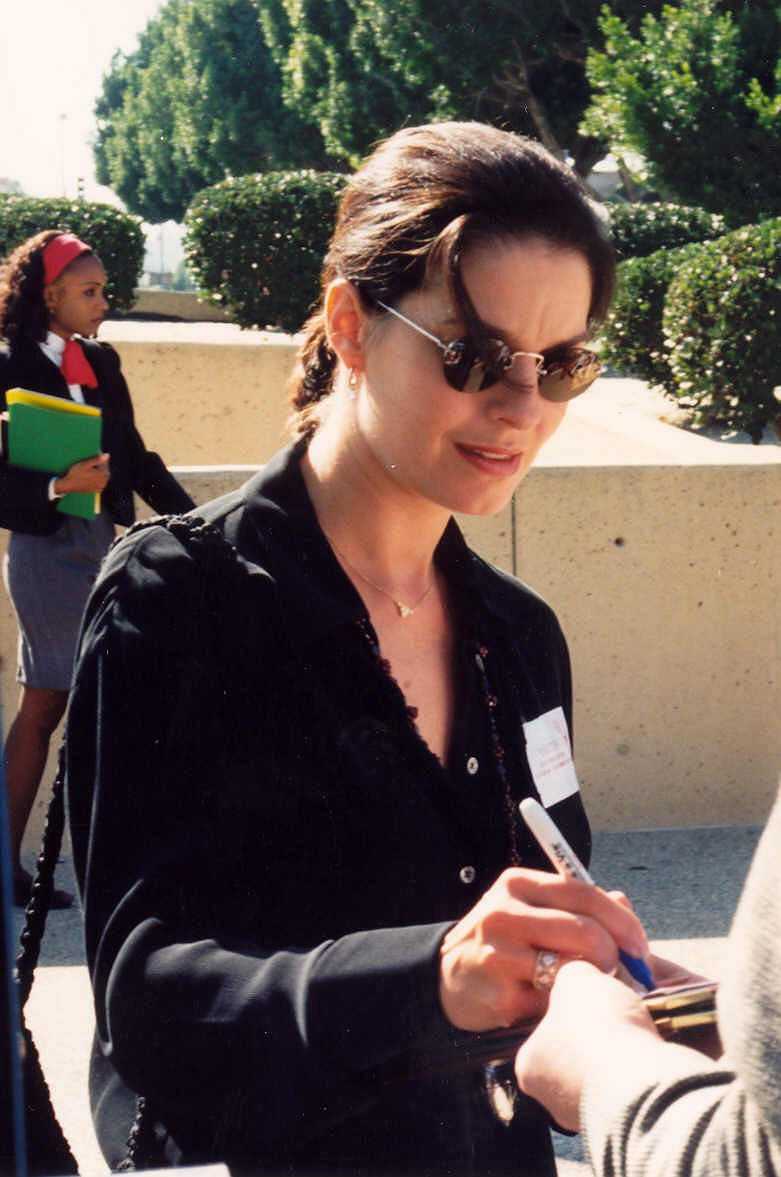
Сила Уорд в 1994 году

После окончания университета в Алабаме Сила работала в Нью-Йорке моделью на презентациях и снималась в рекламе косметической фирмы Maybelline. В 1983 году она переехала в Калифорнию, где снялась вместе с Бёртом Рейнольдсом в своем первом фильме «Мужчина, который любил женщин». В течение 1980-х годов работала для кино и телевидения, снимаясь в основном в однотипных ролях светских красоток. В 1991 году ей наконец-то удалось разрушить сложившийся стереотип, когда она получила нетипичную для себя роль богемной алкоголички Теодоры Рид в сериале «Сёстры», за которую в 1994 году получила премию «Эмми».
После того, как 39-летнюю Силу, которая пробовалась на роль девушки Бонда отвергли с формулировкой «Нам нужна Сила, но Сила на десять лет моложе», хотя актёру Пирсу Броснану было уже 42, актриса стала автором идеи и продюсером фильма The Changing Face of Beauty об американской одержимости молодостью и о последствиях этой мании для женщин.
Создатели сериала «Опять и снова» вначале считали, что Сила слишком красива для роли матери-одиночки средних лет, но эта роль принесла ей вторую «Эмми» и «Золотой глобус».
Уорд предлагали роли Мэган Доннери в сериале «C.S.I.: Место преступления» и Сьюзан Майер в сериале «Отчаянные домохозяйки». Актриса заявила, что больше не хочет сниматься в главных ролях в телесериалах, потому что не хочет надолго расставаться со своей семьей. В 2005 году сыграла одну из главных ролей в конце первого — начале второго сезонов телесериала «Доктор Хаус», в 2012 году участвовала в качестве приглашенной актрисы в финальном эпизоде этого сериала — «Все умирают».

## Личная жизнь
С 1992 года замужем за предпринимателем Говардом Шерманом, имеет двух детей: Остина (1994) и Аннабеллу (1998).
В 2002 году актриса стала инициатором открытия в своем родном городе Меридиан приюта для детей Hope Village, лишившихся родителей или подвергшихся жестокому обращению..

## Фильмография
| Год       |    | Русское название                      | Оригинальное название                    | Роль                              |
| --------- | -- | ------------------------------------- | ---------------------------------------- | --------------------------------- |
| 1982      | с  | Субботним вечером в прямом эфире      | Saturday Night Live                      | женщина в меховом пальто          |
| 1983      | ф  | Мужчина, который любил женщин         | The Man Who Loved Women                  | Дженет Уэйнрайт                   |
| 1983—1984 | с  | Эмералд-Пойнт                         | Emerald Point N.A.S.                     | Хилари Адамс                      |
| 1985      | ф  | Ковбойская рапсодия                   | Rustlers’ Rhapsody                       | дочь полковника                   |
| 1985      | с  | —                                     | I Had Three Wives                        | Эмили                             |
| 1986      | ф  | Ничего общего                         | Nothing in Common                        | Шерил Энн Уэйн                    |
| 1986      | с  | Отель                                 | Hotel                                    | Изабель Этвуд                     |
| 1986      | с  | Закон Лос-Анджелеса                   | L.A. Law                                 | Линетт Пирс                       |
| 1987      | с  | Ночной суд                            | Night Court                              | Изабель Этвуд                     |
| 1987      | ф  | Правосудие Стила                      | Steele Justice                           | Трейси                            |
| 1987      | тф | Камео ночью                           | Cameo by Night                           | Дженнифер                         |
| 1987      | ф  | Снова привет                          | Hello Again                              | Ким Лейси                         |
| 1987      | тф | —                                     | The King of Love                         | Энни Ларкспур                     |
| 1989      | тф | Подруга невесты                       | Bridesmaids                              | Кэрил                             |
| 1989      | тф | Наваждение Сары Харди                 | The Haunting of Sarah Hardy              | Сара Харди                        |
| 1990      | с  | Кристин Кромуэл                       | Christine Cromwell                       | Тони Серрета                      |
| 1990      | тф | Рэйнбоу Драйв                         | Rainbow Drive                            | Лора Демминг                      |
| 1991      | тф | Дитя тьмы, дитя света                 | Child of Darkness, Child of Light        | сестра Энни                       |
| 1991—1996 | с  | Сёстры                                | Sisters                                  | Тедди Рид                         |
| 1992      | тф | Повторно не судят                     | Double Jeopardy                          | Карен Харт                        |
| 1993      | тф | —                                     | Killer Rules                             | Дороти Уэйд                       |
| 1993      | ф  | Беглец                                | The Fugitive                             | Элен Кимбл                        |
| 1995      | тф | Почти золото: История Джессики Савитч | Almost Golden: The Jessica Savitch Story | Джессика Савитч                   |
| 1996      | ф  | Мои дорогие американцы                | My Fellow Americans                      | Кей Гриффин                       |
| 1997      | с  | Фрейзер                               | Frasier                                  | Келли Истербрук                   |
| 1997      | тф | Спасатели: Истории мужества           | Rescuers: Stories of Courage: Two Women  | Мари-Роуз Жинест                  |
| 1998      | мс | Новые приключения Бэтмена             | The New Batman Adventures                | девушка с календаря / Пейдж Монро |
| 1998      | ф  | Студия 54                             | 54                                       | Билли Остер                       |
| 1998      | с  | —                                     | The Howie Mandel Show                    | н/д                               |
| 1999      | ф  | Сбежавшая невеста                     | Runaway Bride                            | привлекательная женщина в баре    |
| 1999      | тф | Рифы                                  | The Reef                                 | Анна Лит                          |
| 1999—2002 | с  | Опять и снова                         | Once and Again                           | Лили Мэннинг                      |
| 2000      | тф | —                                     | Catch a Falling Star                     | Сидни Кларк / Шерил Белсон        |
| 2002      | ф  | Метка                                 | The Badge                                | Карла Хардвик                     |
| 2004      | ф  | Грязные танцы 2: Гаванские ночи       | Dirty Dancing: Havana Nights             | Джинни Миллер                     |
| 2004      | ф  | Послезавтра                           | The Day After Tomorrow                   | доктор Люси Холл                  |
| 2004      | тф | —                                     | Suburban Madness                         | Бобби Бача                        |
| 2005—2012 | с  | Доктор Хаус                           | House                                    | Стейси Уорнер                     |
| 2006      | ф  | Спасатель                             | The Guardian                             | Хелен Рэндолл                     |
| 2009      | ф  | Отчим                                 | The Stepfather                           | Сьюзан Кернс Хардинг              |
| 2010—2013 | с  | C.S.I.: Место преступления Нью-Йорк   | CSI: NY                                  | Джо Дэнвилл                       |
| 2014      | ф  | Исчезнувшая                           | Gone Girl                                | Шерон Шибер                       |
| 2016      | ф  | День независимости: Возрождение       | Independence Day: Resurgence             | президент Ланфорд                 |
| 2016—2017 | с  | Грейвс                                | Graves                                   | Маргарет Грейвс                   |
| 2018      | с  | Мир дикого запада                     | Westworld                                | Джулиет Делос                     |
| 2018—2019 | с  | ФБР                                   | FBI                                      | Дана Мозьер                       |

## Награды и номинации
| Награда                        | Год  | Категория                                         | Название работы                       | Результат |
| ------------------------------ | ---- | ------------------------------------------------- | ------------------------------------- | --------- |
| Золотой глобус                 | 1994 | Лучшая женская роль в драматическом телесериале   | Сёстры                                | Номинация |
| Золотой глобус                 | 2000 | Лучшая женская роль в драматическом телесериале   | Опять и снова                         | Номинация |
| Золотой глобус                 | 2001 | Лучшая женская роль в драматическом телесериале   | Опять и снова                         | Победа    |
| Золотой глобус                 | 2002 | Лучшая женская роль в драматическом телесериале   | Опять и снова                         | Номинация |
| Эмми                           | 1994 | Лучшая женская роль в драматическом телесериале   | Сёстры                                | Победа    |
| Эмми                           | 1996 | Лучшая женская роль в мини-сериале или телефильме | Почти золото: История Джессики Савитч | Номинация |
| Эмми                           | 2000 | Лучшая женская роль в драматическом телесериале   | Опять и снова                         | Победа    |
| Эмми                           | 2001 | Лучшая женская роль в драматическом телесериале   | Опять и снова                         | Номинация |
| Премия Гильдии киноактёров США | 1996 | Лучшая женская роль в телефильме или мини-сериале | Почти золото: История Джессики Савитч | Номинация |
| Премия Гильдии киноактёров США | 1996 | Лучшая женская роль в драматическом телесериале   | Сёстры                                | Номинация |
| Премия Гильдии киноактёров США | 2001 | Лучшая женская роль в драматическом телесериале   | Опять и снова                         | Номинация |
| Спутник                        | 2000 | Лучшая женская роль в драматическом телесериале   | Опять и снова                         | Номинация |
| Спутник                        | 2001 | Лучшая женская роль в драматическом телесериале   | Опять и снова                         | Номинация |
| Золотая малина                 | 2017 | Худшая женская роль второго плана                 | День независимости: Возрождение       | Номинация |